# Neobisium tantaleum jablanicae
Neobisium tantaleum jablanicae es una subespecie de arácnido del orden Pseudoscorpionida de la familia Neobisiidae.

## Distribución geográfica
Se encuentra en los territorios que antes se llamaban Yugoslavia.